# Остин Спёрс
Остин Спёрс (англ. Austin Spurs) — американский профессиональный баскетбольный клуб, выступающий в Лиге развития НБА. Базируется в Сидар-Парке, штат Техас. Домашние игры проводит в «Сидар-Парк-центре». За 17 сезонов выступления в лиге клуб 10 раз выходил в игры плей-офф и дважды становился чемпионом.
После того, как в 2007 году команда НБА «Сан-Антонио Спёрс» купила клуб, его цвета были изменены на серебряный и чёрный — цвета «Спёрс». В 2014 году команда также сменила название на «Спёрс», логотип с быком был заменён на изображение со шпорой, как у главной команды из Сан-Антонио.

## История

Старая эмблема клуба

Клуб был основан в 2001 году в городе Коламбус (штат Джорджия) и назывался «Коламбус Ривердрагонс». В середине 2005 года команда переехала в Остин, а 10 августа 2005 года было объявлено новое название клуба. Под именем «Торос» команда стала выступать начиная с сезона 2005/06. Первоначально цветами команды были красный, синий и золотой. Название команды «Торос» является первым и единственным испанским названием клуба.
28 июня 2007 года клуб НБА «Сан-Антонио Спёрс» купил клуб, таким образом «Торос» стал второй командой Ди-лиги, принадлежащей клубу НБА. Первой командой были «Лос-Анджелес Ди-Фендерс», которую в 2006 году купили «Лос-Анджелес Лейкерс».
9 августа 2010 года клуб было объявлено, что начиная с сезона 2010/11 клуб будет выступать в «Сидар-Парк-центре».
28 апреля 2012 года «Торос» одержали победу над «Лос-Анджелес Ди-Фендерс» в третьей игре финала Лиги развития НБА и впервые в своей истории завоевали чемпионский титул.
15 октября 2014 года было объявлено о смене названия клуба. Клуб унаследовал название главной команды и стал называться «Остин Спёрс».
10 апреля 2018 года «Спёрс» в финале плей-офф обыграли «Рэпторс 905» и во второй раз в своей истории завоевали чемпионский титул.

## Связь с клубами НБА
- Бостон Селтикс (2006—2007)
- Денвер Наггетс (2005—2006)
- Хьюстон Рокетс (2005—2007)
- Лос-Анджелес Клипперс (2005—2006)
- Сан-Антонио Спёрс (2005—н. в.)